# 916 Америка
916 Америка (916 America) — астероїд головного поясу, відкритий 7 серпня 1915 року.
Тіссеранів параметр щодо Юпітера — 3,486.